# Меркендорф (Средња Франконија)
Меркендорф (њем. Merkendorf) град је у њемачкој савезној држави Баварска. Једно је од 58 општинских средишта округа Ансбах. Према процјени из 2010. у граду је живјело 2.767 становника. Посједује регионалну шифру (AGS) 9571177.

## Географски и демографски подаци
Меркендорф се налази у савезној држави Баварска у округу Ансбах. Град се налази на надморској висини од 438 метара. Површина општине износи 26,1 km². У самом граду је, према процјени из 2010. године, живјело 2.767 становника. Просјечна густина становништва износи 106 становника/km².